# Lecanicillium muscarium
Lecanicillium muscarium is in 2001 de goedgekeurde naam van een entomopathogene schimmelsoort, die voorheen algemeen bekend stond als Verticillium lecanii (Zimmerman) Viegas), maar wordt nu gezien als een anamorfe vorm in de Cordyceps groep geslachten, die tot de familie Cordycipitaceae behoren. Eerder geclassificeerde isolaten als V. lecanii kunnen L. attenuatum, L. lecanii, L. longisporum, L. muscarium of L. nodulosum zijn. Bijvoorbeeld verschillende recente artikelen, zoals Kouvelis et al. die mitochondriaal DNA-onderzoeken uitvoerden verwijzen naar de naam L. muscarium.
Deze schimmel werd voor het eerst beschreven in 1861 en heeft een wereldwijde verspreiding. Insecten worden geïnfecteerd wanneer ze in contact komen met de kleverige schimmelsporen die vervolgens uitgroeien en het lichaam binnendringen, waarna de inwendige organen worden verteerd, wat leidt tot hun dood. In de tuinbouw en landbouw werd het Lecanicillium muscarium isolaat (isolaat GCRI 19–79) voor het eerst ontwikkeld door de wetenschappers drs. Richard A Hall en HD Burges bij het Glasshouse Crops Research Institute (nu Warwick HRI: voorheen onderdeel van Horticulture Research International). Ook parasiteert L. muscarium de urediniosporen van roesten.
De fialiden zijn langer dan die van Lecanicillium lecanii en lopen minder taps toe. Ze zijn (15–)20–35 × 1–1,7 µm groot. De ellipsvormige tot subcilindervormige conidia zijn (2-)2,5-5,5(-6) × 1,5(-1,8) μm groot.

## Belangrijke isolaten
L. muscarium isolaat Ve6 (GCRI 19–79; IMI 268317; ARSEF 5128; CBS 102 071) wordt verkocht onder de naam 'Mycotal' en is in de EU geregistreerd: speciaal voor de bestrijding van witte vliegen zoals de kaswittevlieg en tripsen door Koppert. Op Flickr staan goede afbeeldingen van de schimmel.